# Joey McLoughlin
Joseph ("Joey") McLoughlin (Liverpool, 3 december 1964) is een voormalig Brits wielrenner.

## Overwinningen
1985
- 3e etappe Ronde van de Algarve

1986
- 7e etappe Milk Race
- Eindklassement Milk Race
- 5e en 6e etappe Ronde van de Algarve

1987
- 2e etappe Kellogg's Tour of Britain
- Eindklassement Kellogg's Tour of Britain

1988
- 2e etappe Kellogg's Tour of Britain
- Puntenklassement Kellogg's Tour of Britain

## Belangrijkste ereplaatsen
1986
4e in Amstel Gold Race
1988
3e in eindklassement Kellogg's Tour of Britain

## Resultaten in voornaamste wedstrijden
| Jaar | Gent-Wevelgem | Amstel Gold Race | Luik-Bast.‑Luik |
| ---- | ------------- | ---------------- | --------------- |
| 1985 | 53e           |                  |                 |
| 1986 |               | 4e               |                 |
| 1987 | 14e           |                  |                 |
| 1989 | 77e           |                  | 63e             |
| 1990 | 38e           |                  |                 |